# Парламентские выборы в Сенегале (1993)
Парламентские выборы в Сенегале проходили 9 мая 1993 года, на которых избирались 120 депутатов Национального собрания. В результате победу одержала Социалистическая партия, получившая 84 из 120 мест. Явка составила 41%..

## Результаты
| Партия                                                                                    | Голоса    | %     | Места | +/−   |
| ----------------------------------------------------------------------------------------- | --------- | ----- | ----- | ----- |
| Социалистическая партия Сенегала                                                          | 602 171   | 56,56 | 84    | -19   |
| Сенегальская демократическая партия                                                       | 321 585   | 30,21 | 27    | +10   |
| «Давайте объединим Сенегал»                                                               | 52 189    | 4,90  | 3     | новая |
| Демократическая лига/Движение за трудовую партию                                          | 43 950    | 4,13  | 3     | +3    |
| Партия независимости и труда                                                              | 32 348    | 3,04  | 2     | +2    |
| Сенегальская демократическая партия – Обновлённая                                         | 12 339    | 1,16  | 1     | +1    |
| Недействительных/пустых бюллетеней                                                        | 5 957     | -     | -     | -     |
| Всего                                                                                     | 1 070 539 | 100   | 120   | 0     |
| Источник: African Elections Database Архивная копия от 31 августа 2018 на Wayback Machine |           |       |       |       |

В альянс «Давайте объединим Сенегал» входили Национальное демократическое объединение, And-Jëf/Африканская партия за демократию и социализм и Конвенция демократов и патриотов.